# Teredolaemus problematicus
Teredolaemus problematicus is een keversoort uit de familie knotshoutkevers (Bothrideridae). De wetenschappelijke naam van de soort werd in 1961 gepubliceerd door Pope.